# Zygonyx flavicosta
Zygonyx flavicosta é uma espécie de libelinha da família Libellulidae.
Pode ser encontrada nos seguintes países: Angola, Camarões, República Democrática do Congo, Costa do Marfim, Guiné Equatorial, Gana, Libéria, Nigéria, Serra Leoa, Togo, Uganda e Zâmbia.
Os seus habitats naturais são: florestas subtropicais ou tropicais húmidas de baixa altitude e rios intermitentes.